# Petrovče
Petrovče este o localitate din comuna Žalec, Slovenia, cu o populație de 909 locuitori.